# Власи Балевски
 Власи Пенчев Балевски  е български революционер, деец на Вътрешната македоно-одринска революционна организация.

## Биография
Власи Балевски е роден в Троян. Произхожда от стар охридски род. Присъединява се към ВМОРО, през 1905 година е в четата на Александър Протогеров. Участва в Първата световна война като фелдфебел в Двадесет и пети пехотен полк. Награден е с орден „За храброст“, IV степен.
Негов братовчед е войводата Васил Балевски.
- Власи Балевски (вдясно) и непознат негов другар, снимка от периода на Първата световна война